# バラート・クラーラ
バラート・クラーラ（BARÁTH Klára、生年不明 - 2014年4月）は、ハンガリー・ブダペスト在住の霊能者、占師。

## 来歴
幼少期は国の生活保護児として、施設や里親のもとを転々とする生活を送る。
その後、12歳頃より透視などの特殊能力を開花させ、ハンガリー国内においてはこれまでに地元警察から霊能捜査協力依頼を受け、数多くの未解決事件に協力。
近年においては、ハンガリーの未解決・失踪事件番組『痕跡なし』（Nyom nélkül、2002年9月 - ）にレギュラー出演。日本でもテレビ朝日『奇跡の扉 TVのチカラ』、フジテレビ『爆笑問題☆伝説の天才』などをはじめとする数多くのメディアに出演していた。
2014年4月、ブダペストの病院で死去。

## 主なメディア出演

### テレビ出演
- テレビ朝日 『奇跡の扉 TVのチカラ』
- フジテレビ 『爆笑問題☆伝説の天才』（天才クラーラの未来予言）